# Koper(II)fosfaat
Koper(II)fosfaat is een koperzout van fosforzuur, met als brutoformule Cu3(PO4)2. De stof komt voor als een groen-blauw kristallijn poeder, die onoplosbaar is in water. Het oplosbaarheidsproduct KS van koper(II)fosfaat bedraagt 1,40 × 10−37.

## Synthese
Koper(II)fosfaat kan bereid worden door reactie van koper(II)oxide, koper(II)hydroxide of koper(II)carbonaat met fosforzuur:
{\displaystyle {\ce {3CuO + 2H3PO4 -> Cu3(PO4)2 + 3H2O}}}
{\displaystyle {\ce {3Cu(OH)2 + 2H3PO4 -> Cu3(PO4)2 + 6H2O}}}
{\displaystyle {\ce {3CuCO3 + 2H3PO4 -> Cu3(PO4)2 + 3H2O + 3CO2}}}